# Muara Singoan
Muara Singoan is een bestuurslaag in het regentschap Batang Hari van de provincie Jambi, Indonesië. Muara Singoan telt 1005 inwoners (volkstelling 2010).